# 阿部正倫
阿部 正倫（あべ まさとも）は、江戸時代中期から後期にかけての大名。江戸幕府の幕閣で寺社奉行、老中を務めた。備後国福山藩の第4代藩主。阿部家宗家8代。官位は従四位下・伊勢守。名は主計、字は子範、隠居後は緒水・字和卿・閑旭楼などと号する。阿部正弘の祖父にあたる。

## 生涯
福山藩の第3代藩主・阿部正右の3男として誕生。延享3年（1746年）生まれという説もある。幼名は運之助。長兄・正表、次兄・正固の死により嫡子となった。明和4年（1767年）に備中守を授かり従五位下に任ぜられ、明和6年（1769年）に正右の死去により家督を継いだ。
前代から福山藩の財政は危機的状況に陥っており、正倫は襲封と同時に財政改革に取り組むが、あまり効果は挙がらず、それどころか天候不順が重なって一層の収入不足に喘ぐことになった。また、一揆の勃発により改革は後退し、結果、更に厳しい財政緊縮を強いられることになった。
そこで、それまで改革の中核に据えていた叔父の安藤主馬に代えて、叩き上げの遠藤弁蔵に財政再建を担当させ、収入の増加に成功するが、遠藤の施策は苛烈を極め、領民の恨みを買うことになった。しかも、福山藩は「鬼より怖い」といわれた「上下銀」の借入にも手を染めており、藩財政はより深刻な状況へと陥っていった。しかし江戸に在府した正倫は、その実情を帰国するまで理解することはできなかった。
この上下銀の返済に窮した正倫は、田沼意次への働きかけや寺社奉行の地位を利用して、返済の凍結を成功させ、最終的には借入の担当者（佐藤新四郎）を藩内から追放することで決着を図った。なお、遠藤弁蔵は後述する天明大一揆の責任を負わされ、獄死する。
正倫は幕政では、安永3年（1774年）に奏者番に就任し、同年寺社奉行を兼任、天明7年（1787年）に老中に抜擢されるなど、順調な出世街道を歩んでいた。ところが、老中就任を祝う臨時税を領民に課そうとしたところ、藩領全域を巻き込んだ藩史上最大の一揆（天明大一揆）が勃発する。また、松平定信を中心とした改革派の攻勢により、失脚した田沼派に属した正倫は立場を失い、病を理由に天明8年（1788年）、僅か11ヶ月の任期で老中を辞任する。
その後は、藩政の建て直しに専念するため福山に帰国するが、藩内の綱紀の乱れは正倫の想像を超えるもので、正倫は失望に陥る。それでも藩士教育のため、福山城西堀端に藩校の（福山）弘道館（今日の広島県立福山誠之館高等学校の前身）を創設するなど、士風の振興を図ろうとしたが、あまり効果は挙がらなかった。また、財政再建に取り組んで、藩主親政による徹底した経費削減や有力商人への接近、農政改革など矢継早に政策を実施していった。その結果、財政再建には至らなかったものの、一揆を抑えることには成功した。
享和3年（1803年）に家督を3男・正精に譲り、文化2年（1805年）に死去する。なお、藩主在任期間は第2代・正福より5ヶ月長い34年に及び、阿部家福山藩では最も長期であった。

## 年表
- 1745年（延享2年） 生誕（延享3年の説もある）
- 1767年（明和4年） 従五位下・備中守（12月16日）
- 1769年（明和6年） 藩主就任（8月29日）
- 1774年（安永3年） 奏者番に就任
- 1774年（安永3年　 寺社奉行を兼務
- 1787年（天明7年） 従四位下・伊勢守
- 1787年（天明7年） 老中に転任（3月7日）
- 1788年（天明8年） 老中を辞職（2月29日）
- 1803年（享和3年） 藩主退任（10月5日）
- 1805年（文化2年） 死去（8月21日）、享年61

墓地は西福寺（台東区浅草）、のち谷中墓地（台東区谷中）に改葬。諡は煕德院勇誉哲心義山。

## 系譜
- 父：阿部正右（1725-1769）
- 母：中島氏
- 正室：柳沢信鴻の娘
- 継室：津軽信寧の娘
  - 三男：阿部正精（1775-1826）
- 生母不明の子女
  - 五男：土岐頼潤（1788-1826） - 土岐頼布の養子
  - 女子：定子 - 阿部正識婚約者、のち土屋英直正室
  - 女子：松平乗寛正室
  - 女子：稲葉正備正室
  - 女子：島 - 青山幸孝正室
  - 女子：三浦毗次正室
  - 女子：板倉勝尚正室
  - 女子：土井利謙正室